# Mesochorus distentus
Mesochorus distentus är en stekelart som beskrevs av Dasch 1971. Mesochorus distentus ingår i släktet Mesochorus och familjen brokparasitsteklar. Inga underarter finns listade i Catalogue of Life.